# Igor Janev
Igor Janev (Beograd, 29. rujna 1964.), sjevernomakedonski je diplomat, pisac, politički aktivist, filozof, pravnik, stručnjak za međunarodno pravo.

## Životopis
Igor Janev je rođen 29. rujna 1964. u Beogradu. Sveučilište u Beogradu je upisao 1981. godine, na kojem je diplomirao rujna 1987. godine. Poslijediplomski studij upisao je na Fakultetu političkih znanosti u Beogradu 1987. godine. Magistrirao je 1991. godine s tezom "Suradnja Jugoslavije s UNESCO-m". Doktorsku tezu prijavljuje 1991. godine na Pravnom fakultetu u Skoplju na kojem je brani rujna 1994. godine. Naziv teze je "Ekonomske organizacije Ujedinjenih naroda", a područje pravno-političke znanosti.
Od rujna 1994. godine do lipnja 1995. godine nalazi se post-doktorskim studijama za oblast međunarodne politike u SAD na Departmentu za Vladu i vanjske poslove na sveučilištu u Virdžiniji. Od lipnja 1995. godine do rujna iste godine nalazi se poslijedoktorskim specijalizacijama vanjske politike u Washingtonu na "Školi vanjske službe" (Institut za diplomaciju) na Sveučilištu Georgetown. Od listopada 1995. godine do lipnja 1996. godine Igor Janev završava svoje postdoktorke studije u području međunarodnog prava na Fletcherovoj školi prava i diplomacije u Massachusettsu (SAD). Janev je 2001. – 2002. godine bio posebni savjetnik Ministra vanjskih poslova Republike Makedonije.

## Znanstvena djelatnost
Znanstveno zvanje Znanstveni suradnik u Beogradu dobiva listopada 2000. godine na temelju odluke Povjerenstva pri Ministarstvu za znanost. Zvanje Viši znanstveni suradnik u Beogradu dobiva prosinca 2005. na temelju odluke Povjerenstva pri istom Ministarstvu. Znanstveno zvanje znanstveni savjetnik (rang redovitog profesora) dobiva prosinca 2010. na temelju odluke Povjerenstva pri Ministarstvu. Prof. Igor Janev je član Američkog Društva za Međunarodno pravo, član Akademskog savjeta za sustav UN-a i član Njujorške akademije znanosti. Janev je autor nad 160 znanstvenih radova, pretežno u međunarodnim časopisima, a objavio je i 17 knjiga i monografija u područjima međunarodnog prava, međunarodnih odnosa i vanjske politike i diplomacije. Igor Janev je svojim člankom u renomiranom međunarodnom časopisu American Journal of International Law pokazao da su Makedonija pri prijamu u Ujedinjene narode (UN) bila dodavani dopunski uvjeti izvan egzostivno (iscrpno - zatvorenih) utvrđenih u Povelji UN, suprotno Savjetodavnom mišljenju Međunarodnog suda pravde iz 1948., i suprotno Rezoluciji Opće skupštine UN 197/3 kojom se isto Savjetodavno mišljenje Međunarodnog suda prihvaća. Ovim je Igor Janev pokazao nezakonitost dopunskih uvjeta učlanjenja za Makedoniju (uvjeta: 1. da se nosi referenca odnosno denominacija Bivša Jugoslavenska Republika Makedonija; i uvjeta 2. da nakon prijema u UN Makedonija ima obvezu pregovoranja s drugom državom odnosno Grčkom o svom ustavnom imenu). Janev je akt UN-a  ultra vires (prekoračenje ovlasti organa) dokazao metodom da transcedirajući u vremenu uvjeti za prijam u organizaciju UN (uvjeti s trajanjem poslije čina prijema u UN) ne mogu biti legalni.

## Diplomatska i politička djelatnost
Igor Janev je bio Specijalni savjetnik Ministra vanjskih poslova Republike Makedonije 2001- 2002. godine. Janev potom dobiva status Državnog savjetnika Ministarstva vanjskih poslova Republike Makedonije. Bio je zagovornik velikog broja priznanja Makedonije pod njenim ustavnim imenom. Danas je Makedonija priznata u svijetu od 135 država pod njenim ustavnim imenom Republika Makedonija. Janev je svojim znanstvenim radovima inicijator i akcije Srbije za provjeru legaliteta jednostrane neovisnosti Kosova pred Međunarodnim sudom pravde u Hagu, korištenjem savjetodavne jurisdikcije ovog Suda i posredstvom Opće skupštine Ujedinjenih nacija. Znanstveni rad o ovome modusu objavljen je već 2005. godine, a potom proširen 2008, i bio je prihvaćen za akciju Srbije u rujnu 2008. godine u Općoj skupštini UN-a. Igor Janev se smatra i najzaslužnijim što su SAD priznale Makedoniju pod ustavnim imenom Republika Makedonija 2004 godine.

## Knjige
- Suradnja Jugoslavije s Uneskom, Fakultet političkih znanosti, 1991.
- Ekonomske organizacije Ujedinjenih naroda, Pravni fakultet, Skoplje, 1994.
- Pravo i politika specijaliziranih organizacija Ujedinjenih naroda, Aleksandrija, Skoplje, 1996.
- Teorija međunarodnih odnosa i vanjske politike, Plato, Beograd, 1998.
- Međunarodni odnosi i vanjska politika, Institut za političke studije, Beograd, 2002.
- Ujedinjeni narodi i međunarodne financijske i gospodarske organizacije, IPS, Beograd, 2004.
- Kulturna diplomacija, Institut za političke studije, Beograd, 2004.
- Teorija međunarodne politike i diplomacije, Institut za političke studije, 2006.
- Ustavno pravo i poltički sustav Europske unije, Institut za političke studije 0,2007, ISBN 978-86-7419-144-6
- Međunarodne organizacije i integracije, Institut za političke studije 0,2008, ISBN 978-86-7419-151-4
- Svjetska organizacija za intelektualno vlasništvo, Institut za političke studije 0,2009, ISBN 978-86-7419-188-0
- Statutarno uređenje međunarodnih organizacija, Institut za političke studije 0,2009, ISBN 978-86-7419-191-0
- Međunarodne finansijske organizacije, Aleksandrija 0,2008, ISBN 978-9989-705-03-8
- Odnosi Jugoslavije s Uneskom, Institut za političke studije 0,2010, ISBN 978-86-7419-209-2
- Međunarodno pravo i međunarodni odnosi, Institut za političke studije, Beograd, 2012, ISBN 978-86-7419-244-3
- Diplomacija, Institut za političke studije, Beograd, 2013, ISBN 978-86-7419-261-0

## Vanjske poveznice
- Istaknuti znanstvenici prema Agenciji za iseljeništvo Republike Makedonije  Arhivirana inačica izvorne stranice od 16. studenoga 2012. (Wayback Machine)
- https://archive.is/20130111201614/http://www.vecer.com.mk/?ItemID=BB052CE4C04E5848B1578F476B1E3AC2
- https://web.archive.org/web/20130921055534/http://macedoniaonline.eu/content/view/21668/45
- https://archive.is/20130111220636/http://www.vecer.com.mk/?ItemID=B89F5C2DE0CE4A44B91FC71DC1ED906C
- https://web.archive.org/web/20130921155336/http://www.novamakedonija.com.mk/NewsDetal.asp?vest=1121178585&id=9&prilog=0&setIzdanie=22420
- http://www.utrinski.com.mk/default.asp?ItemID=60F3FC3C3D358A4CB0218B0D38E2C3F8%5Bneaktivna+poveznica%5D
- http://www.mkd.mk/54357/makedonija/se-ceka-na-potpisot-na-ivanov-rezolucija-janev-on/  Arhivirana inačica izvorne stranice od 23. siječnja 2022. (Wayback Machine)
- https://web.archive.org/web/20131227055521/http://www.makedonskosonce.com/broevis/2008/sonce748.pdf/12_15_janev.pdf